# O Carballiño
O Carballiño è un comune spagnolo di 12 521 abitanti situato nella comunità autonoma della Galizia.